# Julien Joseph Audette
Pour les articles homonymes, voir Audette.
Julien Joseph Audette, né le 6 juin 1914 dans la province de la Saskatchewan et mort le 28 octobre 1989 à Regina, est un pionnier fransaskois de l'aviation et du vol à voile au Canada.

## Carrière
Julien Joseph Audette a fait sa majeure carrière dans l'aviation canadienne, notamment dans le domaine du vol à voile. Au cours de sa carrière dans l'aviation, il a établi plusieurs records canadiens d'envolée et est devenu le premier Canadien à atteindre les 30 630 pied (9 336 m) avec un planeur.
En mai 1941, il rejoint la RCAF (Royal Canadian Air Force) et a reçu son brevet de pilote par la Commission à Yorkton le 27 février 1942. Après avoir été instructeur à Trenton et à Saskatoon, il a été affecté en Extrême-Orient où il a piloté un Douglas DC-3 en Birmanie.
Il a collaboré étroitement avec le Département fédéral de météorologie. Il a expliqué que de meilleurs résultats pourraient être améliorés par une meilleure connaissance de la climatologie. Il a lancé un programme de collecte de données, le « Projet Audette » qui servit de fondement à des études à l'université de Calgary dans le département des sciences de l'environnement. 
Il fut distingué de l'ordre de Polaris qui est une distinction attribuée par le gouvernement canadien du territoire du Yukon pour son apport culturel unique au territoire du Yukon.
Audette reçoit le Barringer Trophy de vol à voile pour un vol en soaring de 236 milles (379,81 km) le 27 Juillet 1958, de Regina, Saskatchewan,  à Minot, Dakota du Nord dans un Schweizer 1-26. Audette est le seul gagnant à commencer son vol en dehors des États-Unis.
En 1967, il reçoit un certificat d'Honneur de la Fédération aéronautique internationale et la distinction international du diplôme Paul Tissandier.

## Hommages

### Distinctions
- 1967 : certificat d'Honneur de la Fédération aéronautique internationale
- 1967 : distinction international du diplôme Paul Tissandier
- 1977 : Saskatchewan Sports Hall of Fame[3]
- Ordre de Polaris

### Toponymie
- Une rue porte le nom de Julien-Audette à l'Aéroport international Montréal-Mirabel, sur laquelle est domicilié le Centre aéronautique de Mirabel de Pratt & Whitney.